# Театральна музика

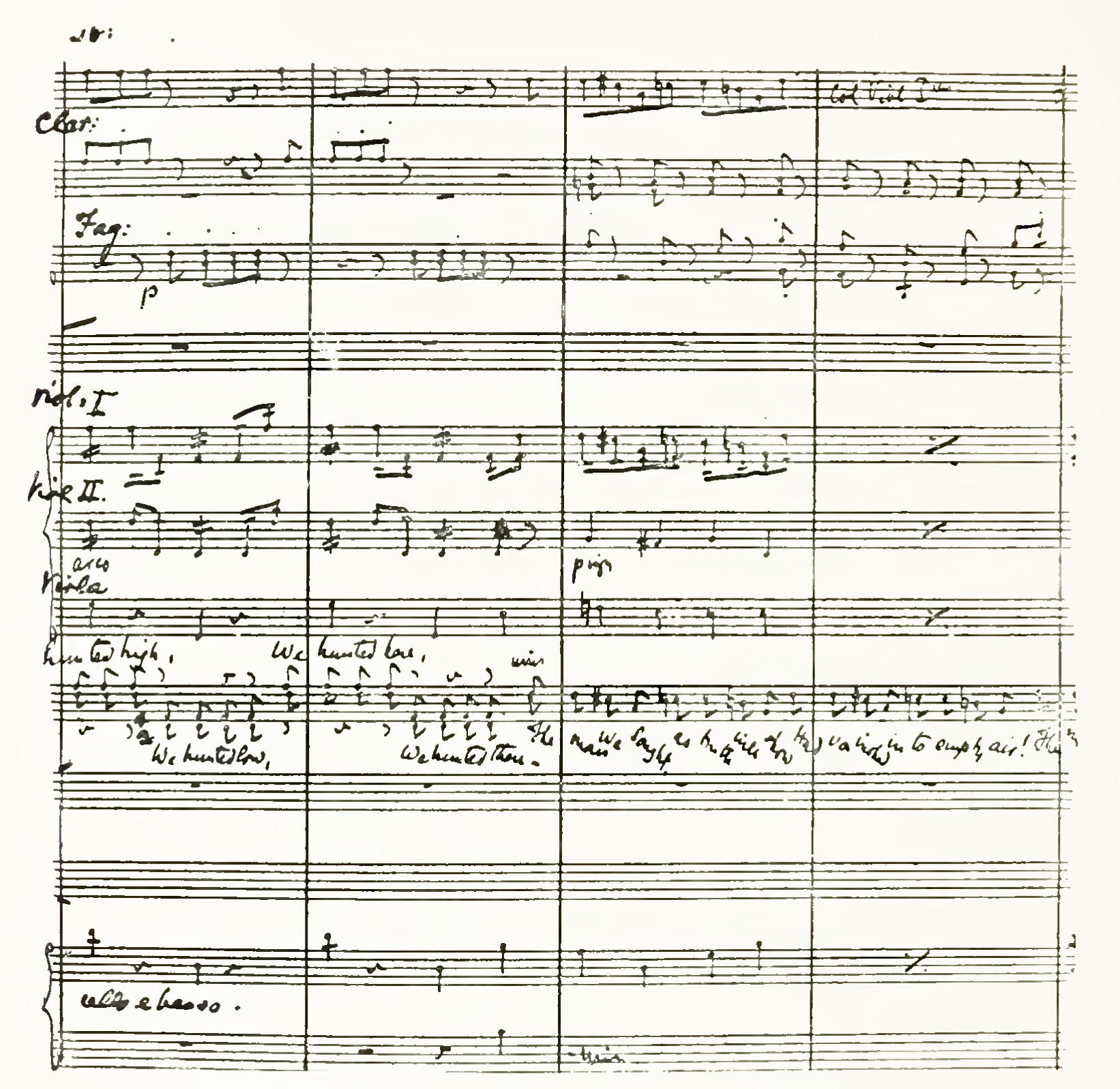
Рукопис Артура Саллівана фіналу «Акт 1» «Йомен гвардії» (1888)

Театральна музика — широке коло музики, створеної або пристосованої для виступу в театрах.
Жанри театральної музики включають оперу, балет та кілька видів музичного театру, від пантоміми до оперети та сучасних сценічних мюзиклів та ревю. Іншою формою театральної музики є так звана прикладна музика (або супровідна музика), яка, як і в радіо, кіно та на телебаченні, використовується для супроводу дії або для відокремлення сцен вистави. Фізичне втілення музики називається партитурою, яка включає музику і, якщо є тексти (англ. lyrics), вона також показує тексти.
З перших днів театру музика відігравала важливу роль у сценічній драмі. У давньогрецькій драмі у V столітті до нашої ери хоричні оди писали, щоб їх співали та танцювали між розмовними розділами як трагедій, так і комедій. Збереглися лише фрагменти музики. Спроби відтворити сценічну форму від епохи Відродження до нового часу розгалужилися в декількох напрямках. Композитори від Андреа Габрієлі і Мендельсона до Вогана Вільямса створили хор для постановок п'єс Софокла, Арістофана та інших. Драматурги, включаючи Расіна, Єйтса та Брехта, писали оригінальні п'єси у стилях, похідних від античної драми, із заспіваними коментарями хору чи оповідача. Наприкінці 16-го століття у Флоренції, спроби відродити вокальну складову давньогрецької драматургії переросли в сучасний жанр опери. Народний театр завжди використовував танцювальну музику та пісню.